# Battaglia di Dobrič
La battaglia di Dobrič, (anche nota come battaglia di Bazargic o come epopea di Dobrič), ebbe luogo tra il 5 ed il 7 settembre 1916 tra gli eserciti di Bulgaria e Romania.
Nonostante fossero inferiori in numero, i soldati della 3ª Armata bulgara conseguirono la vittoria sul campo, e conquistarono la regione della Dobrugia meridionale, respingendo le forze dello schieramento russo e romeno verso nord e sconfiggendole ancora lungo la linea compresa tra il lago Oltina, Kara Omer e Mangalia.